# 法國的土耳其人
法國的土耳其人，是指生活在法國的土耳其人，大數約800000人，是僅次於德國第二多土耳其人生活的歐洲國家。

## 歷史

### 早期奧斯曼移民
第一批來到法國定居的土耳其人是在16-17世紀，多數是貿易商和槳帆船奴隸。當時馬賽被稱為土耳其城。

### 現代土耳其移民
法國與土耳其在1965年5月8日稱訂雙邊勞工協議，在20世紀70年代開始賓施，在1974年6月3日停止招募，共有55710個土耳其工人在法國生活。在1999年有198,000個土耳其工人生活在法國，他們多數來自安納托利亞中部農村。

## 人口統計

### 人口

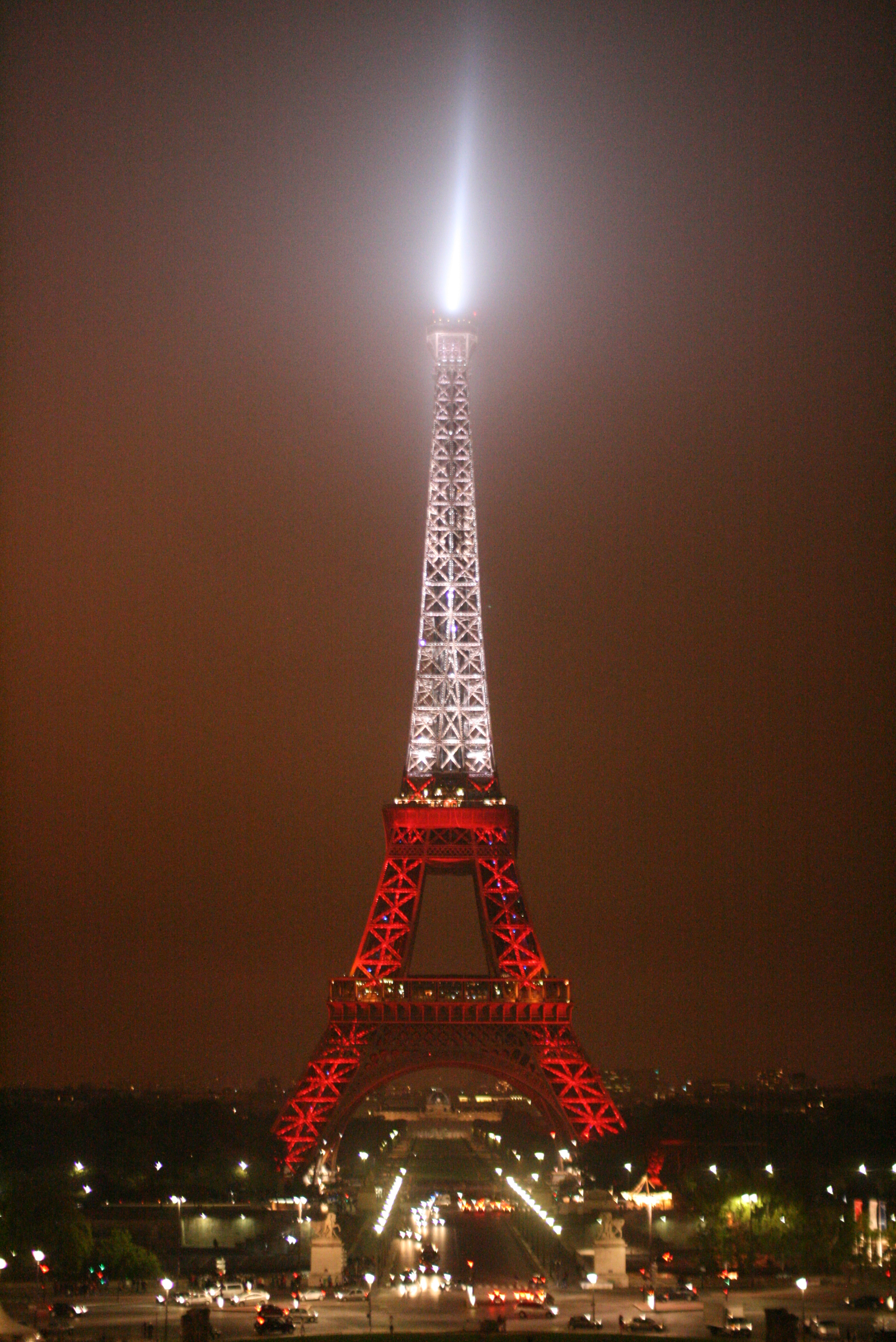
巴黎艾菲爾鐵塔在“Saison de la Turquie en France”中照上土耳其國旗的顏色

大多數法國的土耳其人生活在法國東部，特別是法蘭西島大區、北部-加来海峡、罗纳-阿尔卑斯大区和阿爾薩斯、洛林，馬賽也有大的土耳其人社群。
巴黎第十區因土耳其人眾多被稱為小土耳其。

#### 官方人口普查
據法國官方普查，於1968年有8000個土耳其人居住在法國，在1975年有51,000人，在1982年有123000人，在1990有198000人，在1999年有208000人。但這數字只識別來自土耳其的土耳其移民的人數，而不包括出生在法國的土被登記為法國人的土耳其族孩子。如果入籍公民和非法移民也被考慮在內，土耳其族的人口更多，包括來自法國前北非殖民地的土耳其人。

#### 估計人口
在21世紀初，學者估計法國的土耳其人口約500000人，自從2010年代，每年土耳其移民約增加20000人，在2013年進一步增加到35,000人，在2014年快報估計，有80萬土耳其人生活在法國，Fransa Diyanet İşleri Türk İslam Birliği表明，在法國實際的土耳其族人口的約1000000人，其中包括後代。亞美尼亞周刊還指出，有大約一百萬土耳其裔法國人 。

### 出生率
儘管生活在法國的土耳其人的出生率已經下降，多年來，他們出生率仍然比法國一般人口高得多。1982年，一個土耳其人擁有5.2個孩子，一般法國人擁有1.8個孩子。到1990年，個土耳其人擁有3.7個孩子。

## 文化

### 語言
多數法國的土耳其人日常生活中說法語，他們仍然強調土耳其語作為家庭語言的重要性。

### 宗教
大多數法國的土耳其人堅持信仰伊斯蘭教並建立他們自己的清真寺和學校，其中大部分與土耳其共和國關係密切。由於多數法國的土耳其人與土耳其仍保持密切關係加上法語知識不足，比與其他法語國家的穆斯林，土耳其人傾向於接受土耳其而不是阿拉伯國家的資助。

## 區別
法國社會對土耳其人的歧視，在找工作特別是在勞動力市場上看到。如一個法國申請人和土耳其申請人有同等資歷，法國雇主往往不會選擇移民申請人。